# Simon Sohm
Simon Sohm (ur. 11 kwietnia 2001 w Zurychu) – szwajcarski piłkarz pochodzenia nigeryjskiego występujący na pozycji pomocnika we włoskim klubie Parma Calcio 1913 oraz w reprezentacji Szwajcarii.

## Kariera klubowa

### FC Zürich
W 2013 dołączył do akademii FC Zürich. 2 lipca 2018 został przesunięty do pierwszego zespołu. Zadebiutował 28 października 2018 w meczu Swiss Super League przeciwko FC Sankt Gallen (3:2). 29 listopada 2018 zadebiutował w fazie grupowej Ligi Europy w meczu przeciwko AEK Larnaka (1:2). Pierwszą bramkę zdobył 22 września 2019 w meczu ligowym przeciwko FC Thun (2:0).

### Parma Calcio 1913
4 października 2020 podpisał kontrakt z włoskim klubem Parma Calcio 1913. Zadebiutował 18 października 2020 w meczu Serie A przeciwko Udinese Calcio (3:2).

## Kariera reprezentacyjna

### Szwajcaria
W 2020 roku otrzymał powołanie do reprezentacji Szwajcarii. Zadebiutował 7 października 2020 w meczu towarzyskim przeciwko reprezentacji Chorwacji (1:2).

## Statystyki

### Klubowe
(aktualne na dzień 30 grudnia 2020)
| Klub               | Sezon              | Liga               | Liga  | Liga   | Puchar kraju | Puchar kraju | Europa | Europa | Suma  | Suma   |
| Klub               | Sezon              | Liga               | Mecze | Bramki | Mecze        | Bramki       | Mecze  | Bramki | Mecze | Bramki |
| ------------------ | ------------------ | ------------------ | ----- | ------ | ------------ | ------------ | ------ | ------ | ----- | ------ |
| FC Zürich          | 2018/19            | Swiss Super League | 6     | 0      | 1            | 0            | 2      | 0      | 9     | 0      |
| FC Zürich          | 2019/20            | Swiss Super League | 31    | 1      | 3            | 0            | –      | –      | 34    | 1      |
| FC Zürich          | 2020/21            | Swiss Super League | 2     | 0      | 1            | 0            | –      | –      | 3     | 0      |
| FC Zürich          | Ogólnie            | Ogólnie            | 39    | 1      | 5            | 0            | 2      | 0      | 46    | 1      |
| Parma Calcio 1913  | 2020/21            | Serie A            | 9     | 0      | 2            | 0            | –      | –      | 11    | 0      |
| Parma Calcio 1913  | Ogólnie            | Ogólnie            | 9     | 0      | 2            | 0            | 0      | 0      | 11    | 0      |
| Ogólnie w karierze | Ogólnie w karierze | Ogólnie w karierze | 48    | 1      | 7            | 0            | 2      | 0      | 57    | 1      |

### Reprezentacyjne
(aktualne na dzień 30 grudnia 2020)
| Reprezentacja | Rok     | Mecze | Bramki |
| ------------- | ------- | ----- | ------ |
| Szwajcaria    |         |       |        |
| 2020          | 1       | 0     |        |
| Ogólnie       | Ogólnie | 1     | 0      |

| Mecze i gole w reprezentacji | Mecze i gole w reprezentacji | Mecze i gole w reprezentacji | Mecze i gole w reprezentacji | Mecze i gole w reprezentacji | Mecze i gole w reprezentacji | Mecze i gole w reprezentacji | Mecze i gole w reprezentacji |
| Lp.                          | Data                         | Miejsce                      | Gospodarz                    | Gość                         | Wynik                        | Gol                          | Rozgrywki                    |
| ---------------------------- | ---------------------------- | ---------------------------- | ---------------------------- | ---------------------------- | ---------------------------- | ---------------------------- | ---------------------------- |
| 1.                           | 07.10.2020                   | St. Gallen                   | Szwajcaria                   | Chorwacja                    | 1:2                          |                              | Mecz towarzyski              |

## Życie prywatne
Sohm urodził się w Zurychu, w Szwajcarii. Jego rodzice są pochodzenia nigeryjskiego.